# Dysschema hypoxantha
Dysschema hypoxantha är en fjärilsart som beskrevs av Jacob Hübner 1818. Dysschema hypoxantha ingår i släktet Dysschema och familjen björnspinnare. Inga underarter finns listade i Catalogue of Life.